# Wolf (musikgrupp)
Wolf är ett svenskt heavy metalband från Örebro. Från början hette bandet Wolverine, men bytte ganska snart till Wolf. De har sedan sin start 1995 släppt åtta fullängdsalbum. Det självbetitlade debutalbumet gavs ut 1999. Wolf har turnerat som förband till Saxon, Firewind, Tankard, W.A.S.P och Trivium. Deras nionde studioalbum släpptes april 2022 med titeln Shadowland på skivbolaget Century Media.

## Medlemmar
Nuvarande medlemmar
- Niklas "Viper" Stålvind (Niklas Olsson) – sång, gitarr (1995– )
- Simon "Demon" Johansson – gitarr (2011– )
- Pontus Egberg – basgitarr (2019– )
- Johan Koleberg – trummor (2019– )

Tidigare medlemmar
- Mikael Goding – basgitarr (1995–2007)
- Daniel "Dale" Bergkvist – trummor (1995–2005)
- Henrik Johansson – gitarr (1999–2000; död 2016)
- Johan "Blade" Bülow – gitarr (2000–2002)
- Johannes "Axeman" Losbäck – gitarr, sång (2002–2011)
- Tobias Kellgren – trummor (2005–2008)
- Anders "Tornado" Modd – basgitarr (2007–2019)
- Richard "Raptor" Holmgren – trummor, sång (2008–2019)

Turnerande medlemmar
- Uno "Piranha" Bruniusson – trummor
- Simon Johansson – gitarr (2004)

## Diskografi
Demo
- Demo I (1995)
- Demo II (1996)
- Demo 98 (1998)

Studioalbum
- Wolf (1999)
- Black Wings (2002)
- Evil Star (2004)
- The Black Flame (2006)
- Ravenous (2009)
- Legions of Bastards (2011)
- Devil Seed (2014)
- Feeding the Machine (2020)
- Shadowland (2022)

EP
- Moonlight (2001)

Singlar
- "In the Shadow of Steel" (1999)
- "The Howling Scares Me To Death" (1999)
- "Night Stalker" (2002)
- "Wolf's Blood" (2004)
- "Midnight Hour" (2020)

Medverkan på samlingsalbum
- Rebell 10 år (2004)